# Jedlno Pierwsze
Jedlno Pierwsze (prononciation [ˈjɛdlnɔ ˈpjɛrfʂɛ]) est un village de la gmina de Ładzice, du powiat de Radomsko, dans la voïvodie de Łódź, situé dans le centre de la Pologne.
Il se situe à environ 8 kilomètres (km) à l'ouest de Ładzice (siège de la gmina), 15 kilomètres à l'ouest de Radomsko (siège du powiat) et 80 kilomètres au sud de la capitale régionale Łódź (capitale de la voïvodie).
Sa population s'élève approximativement à 410 habitants.

## Administration
De 1975 à 1998, le village était attaché administrativement à l'ancienne voïvodie de Piotrków.

Depuis 1999, il fait partie de la nouvelle voïvodie de Łódź.